# Ugo Mulas

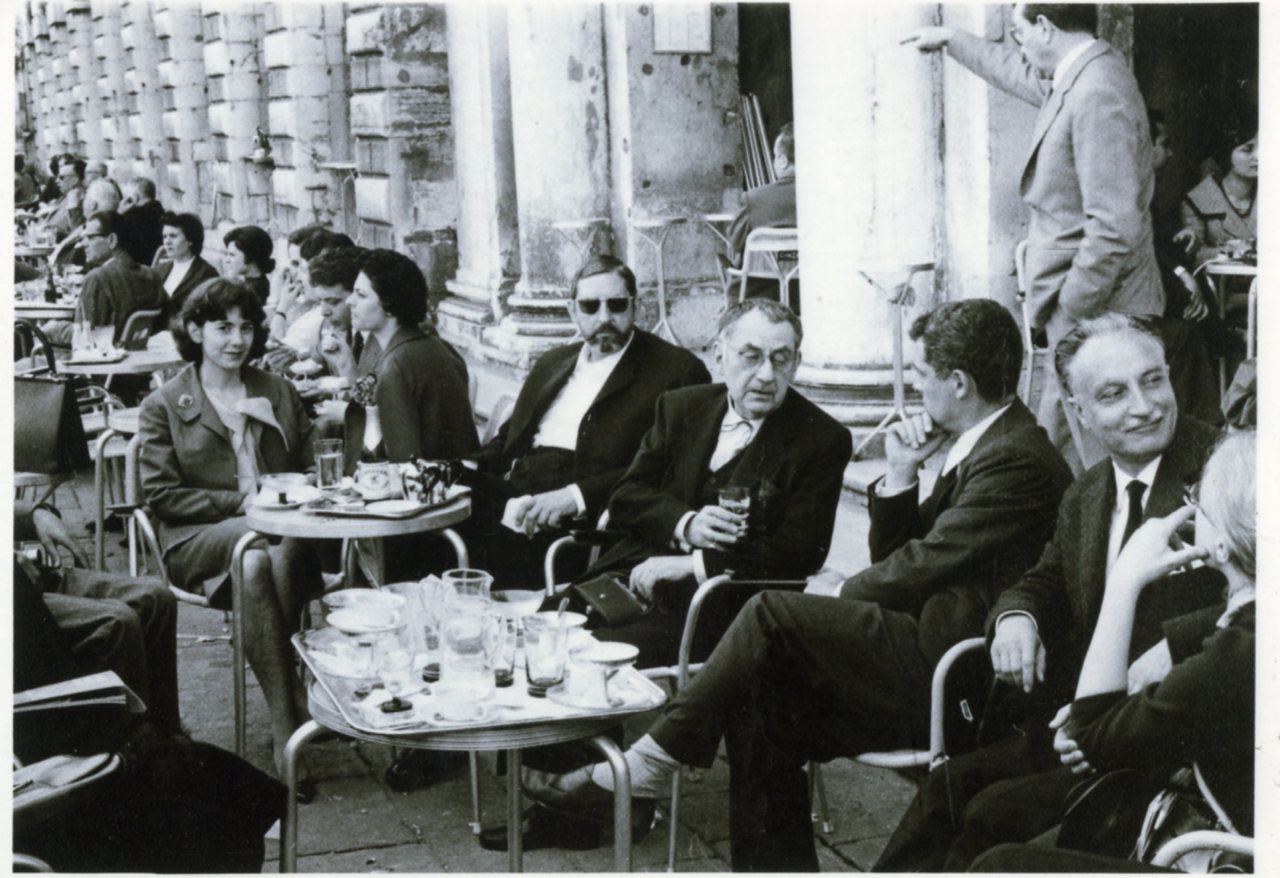
Ugo Mulas (im Profil) zwischen Man Ray und Paolo Monti

Ugo Mulas (* 28. August 1928 in Pozzolengo; † 2. März 1973 in Mailand) war ein italienischer Fotograf.

## Leben
Nach dem Zweiten Weltkrieg begann Mulas zuerst ein Jurastudium in Mailand, das er jedoch abbrach, um Kurse an der Accademia di Belle Arti di Brera zu belegen. Er verkehrte in der Bar Giamaica, einem Treffpunkt von Künstlern, Dichtern und Intellektuellen. Dort verstärkte sich sein Interesse für die Fotografie. Sein ästhetisierender persönlicher Stil ist durch den italienischen Neorealismus beeinflusst.
Seine Modelle waren nicht nur Künstler und Schriftsteller, sondern besonders in den Anfängen auch Menschen in Wartehallen oder Mailänder Vororten. Seine Vorliebe galt jedoch der Kunst: Von 1954 bis 1972 fotografierte er regelmäßig Werke und Künstler der Biennale di Venezia, 1962 hielt er die wichtige Freilicht-Skulpturen-Ausstellung im Rahmen des 4. Festival of Two Worlds in Spoleto fest mit Werken namhafter Künstler wie Alexander Calder, David Smith und Arnaldo Pomodoro. Zusammen mit dem italienischen Theaterregisseur Giorgio Strehler entwickelte er ab Anfang der 1960er Jahre Bühnenbildgestaltungen, die sich an Bertolt Brechts Begriff der Entfremdung anlehnten. Die  Gedichtsammlung Ossi-di-seppia von Eugenio Montale inspirierte Mulas 1962/63 zu einer Serie von Naturaufnahmen.
Mulas arbeitete als Zeitschriften-, Werbe- und Modefotograf und führte unter anderem Werbeaufträge für Pirelli und Olivetti aus.
1970 erkrankte Mulas schwer und nahm im gleichen Jahr seine letzte Fotoserie Le Verifiche (Verifications) auf. Am 2. März 1973 starb er in Mailand im Alter von 44 Jahren.
Seine Enkelin ist Celeste Dalla Porta.

## Rezeption
2014 fand die Ausstellung Ugo Mulas. La fotografia. im Museo di Santa Giulia in Brescia statt.